# Крисант Боск
Крисант Боск (на испански: Crisant Bosch) е испански футболист, полузащитник.

## Кариера
Крисант Боск е юноша на Хупитер, където прави своя дебют и в първия отбор. Играе на позицията на ляво крило. Там той е забелязан от Еспаньол, където Боск преминава през 1928 г. За Еспаньол играе в продължение на 15 сезона, печелейки 4 титли на Каталония и 2 купи на краля. През 1943 г. преминава в Тераса, където приключва кариерата си.
За националния отбор на Испания Боске изиграва 8 мача, включително и мачове на Световното първенство през 1934 г.